# Frank Stolper
Frank Stolper (* 2. November 1965 in Salzgitter) ist ein deutscher politischer Beamter. Er ist seit 2024 Staatssekretär im Ministerium des Innern und für Kommunales des Landes Brandenburg. Davor war er von 2019 bis 2024 Staatssekretär im Ministerium der Finanzen und für Europa des Landes Brandenburg.

## Leben
Stolper legte 1986 sein Abitur in Neuss ab. Von 1986 bis 1989 lebte er in der Abtei Königsmünster in Meschede (Benediktinerkongregation von St. Ottilien), ehe er von 1990 bis 2002 als Soldat auf Zeit der Bundeswehr angehörte. Dort fand er bis 2002 verschiedene Verwendungen als Offizier des Truppendienstes und absolvierte von 1993 bis 1997 ein Studium der Politikwissenschaft an der Helmut-Schmidt-Universität der Bundeswehr in Hamburg. Nach dem Ausscheiden aus der Bundeswehr trat er in das Ministerium des Innern des Landes Brandenburg ein, war dort bis 2006 in der Abteilung Verfassungsschutz tätig und danach bis 2012 als Referatsleiter IV/2 „Brand- und Katastrophenschutz“.
2012 übernahm er die Leitung des Zentraldienstes der Landespolizei Brandenburg, 2018 wechselte er zurück in das Innenministerium und wurde dort Leiter der Abteilung „Kommunalangelegenheiten, Öffentliches Dienstrecht, Brand- und Katastrophenschutz, Rettungswesen“. Im Zuge der Bildung des Kabinetts Woidke III wurde er am 21. November 2019 unter Ministerin Katrin Lange zum Staatssekretär der Finanzen im Ministerium der Finanzen und für Europa des Landes Brandenburg ernannt und ihm die Funktion des Amtschefs übertragen. Mit der Bildung des Kabinetts Woidke IV am 11. Dezember 2024 wechselte er mit Ministerin Lange als Staatssekretär in das Ministerium des Innern und für Kommunales des Landes Brandenburg.
Frank Stolper ist verheiratet und Vater von vier Kindern.